# Остани
Остани е американски филм от 2005 година, по сценарий на Дейвид Бениоф и режисиран от Марк Форстър. Главните герои във филма са актьорите Юън Макгрегър, Наоми Уотс, Райън Гослинг и Боб Хоскинс. Филмът е продуциран от New Regency Productions и се разпространява от 20th Century Fox. Филмът представя силната връзка между реалността, смъртта, любовта и живота след смъртта.

## Сюжет
Внимание:  Текстът по-долу разкрива сюжета на произведението (или части от него)!
Филма започва с показването на катастрофирала кола на Бруклинският мост, където виждаме Хенри Летъм (Райън Гослинг), очевидно оцелял след катастрофата, седящ до горяща кола на моста.
Психиатъра Сам Фостър (Юън Макгрегър) и неговата приятелка Лила (Наоми Уотс) са следващите, които виждаме във вече нова сцена. Сам разговаря с неговия пациент Хенри, студент и амбициозен художник, който страда от депресия и параноя. Понякога Хенри чувал гласове, и изглежда, че може да предвижда бъдещи събития. Хенри споделя на Сам, че смята да се самоубие тази събота точно в полунощ, от което Сам бива силно обезпокоен. Лила, учителка по рисуване, която е преживяла опит за самоубийство, предлага на Сам помощ в убеждаването на Хенри да не се самоубива. Но преди това те трябва да го открият.
Сам започва да разследва Хенри в опитите си да му помогне. Хенри заявява, че е убил и двамата си родители, но Сам открива, че майката на Хенри е все още жива. Сам посещава майка му, но я намира в празна къща, объркана за това кой е Сам (убедена, че това е Хенри) и отказва да отговори на неговите въпроси. Майка му настоява да сготви нещо на Сам, но когато отваря хладилника той е напълно празен, а малко след това кучето ѝ напада Сам.
В клиниката, където отива да превържат ръката му, Сам обсъжда посещението с полицая, който от своя страна е любопитен защо сам е посещавал тази къщата. Сам му казва, че главата ѝ е започнала да кърви, докато е разговарял с нея. Полицаят му казва, че е познавал жената, която живее в къщата и тя е мъртва. Това изпраща Сам в състояние, където някой от сцените се повтарят многократно.
След това Сам се свързва със сервитьорката Атина (Елизабет Рейзър), в която се е влюбил Хенри. Тя е амбициозна актриса и я среща докато упражнява сценария на пиеса заедно с друг актьор. Тя се съгласява да го заведе при Хенри, но след дълго слизане по стълбището той я изгубва. Когато се връща в залата където се срещат я вижда упражнявайки същите реплики, които упражняваше при първото си запознанство.
Търсенето му продължава до 23:33 в събота, по-малко от половин час преди плануваното от Хенри самоубийство. В книжарницата, която Хенри често е посещавал, Сам открива рисунка от Хенри, която е заменил за няколко книги за любимия му автор. Той научава, че любимият му художник се е самоубил на Бруклинския мост, на своя 21 рожден ден. Двадесет и първият рожден ден на Хенри е в събота и Сам осъзнава, че Хенри планира да се самоубие имитирайки художника.
Сам намира Хенри на Бриклинския мост, след което Хенри слага пистолета в устата си и дръпва спусъка.
Сцената на катастрофираща кола от началото се повтаря. Хенри е смъртоносно пострадал при катастрофата и в последените минути от живота си той изпитва вина за случилото се. Всеки от героите, които се виждат по-рано във филма всъщност са очевидци на мястото на катастрофата, включително Сам и Лила, които са до Хенри опитвайки се да го спасят. Те не успяват и Хенри умира, но не ѝ преди да получи успокоението на Лила, мислейки я за неговата приятелка сервитьорката, която му казва, че ще се омъжи за него.
Целият филм до смъртта на Хенри е бил негово въображение, в последните му минути живот (често срещан сюжет най-познат от разказа „An Occurrence at Owl Creek Bridge“). Преди да си тръгне Сам, получава проблясък за преживяни моменти между него и Лила, които Хенри е съчинил и поканва Лила на кафе.